# هيكل شبكي

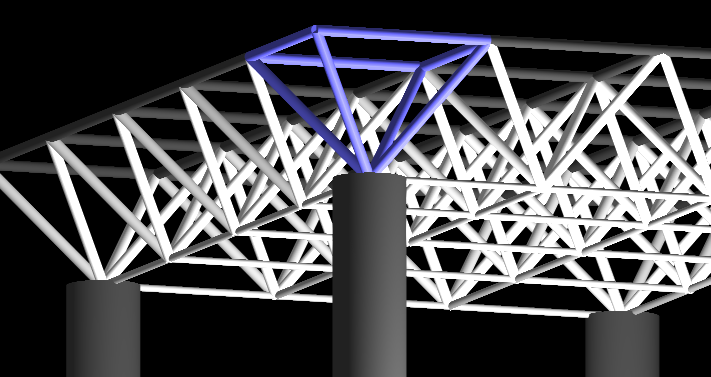
نموذج عن الإطار الفضاء.

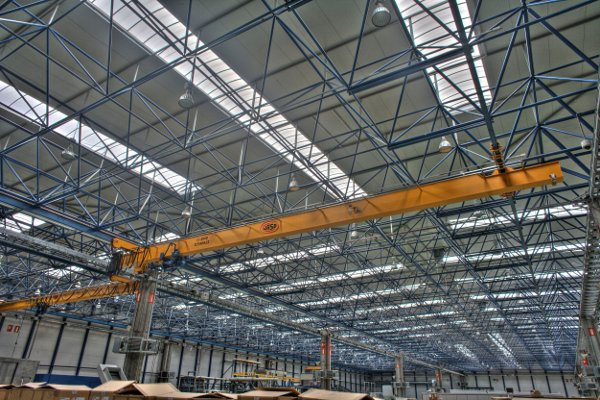
سقف في أحد الأبنية الصناعية مدعوم بإطار الفضاء.

يشبه الهيكل الشبكي أو الهيكل الشبكي الفراغي (باللغةالإنجليزية Space frame)) الجمالون، وهو هيكل صلب خفيف الوزن مصنوع من الدعامات المتشابكة في نمط هندسي مثلث. يمكن استخدام إطارات الفضاء لتمتد لمساحات واسعة مع استخدام عدد قليل من الدعامات الداخلية. في الجمالون مثلا، يعتبر إطار الفضاء قوي بسبب الصلابة الموجود في المثلث المشكّل له؛ حيث ينتقل (عزم الانحناء) كما هو بالنسبة للشد (Tension) والضغط (Compression) للأحمال على طول الهيكل الإنشائي. وهناك عدة تطبيقات عملية لهذا النظام الإنشائي ليس فقط في الأبنية، بل هو مستخدم في السيارات والدراجات النارية.

## تاريخ
تم تطوير هذا النظام الإنشائي لأول مرة حوالي عام 1900 بواسطة العالم والمهندس ألكسندر غراهام بيل، ومن ثم تبعه المعمار ريتشارد بوكمينستر فولر بالخمسينيات من القرن العشرين. كان اهتمام بيل في المقام الأول باستخدام هذا النظام لصناعة إطارات صلبة للهندسة البحرية والجوية مع الجمالون رباعي السطوح والذي كان من أهم اختراعاته. ومع ذلك، فأن القليل من تصاميمه قد تم تنفيذها. أما بالنسبة لفولر، فكان تركيزه على الهياكل المعمارية؛ حيث كان عمله ذو تأثير أكبر.

## وصلات خارجية
- معلومات عن إطار الفضاء من جامعة ساري.
- رسم ثلاثي الأبعاد لجاملون.